# Dalmacio Vélez
Dalmacio Vélez  o Dalmacio Vélez Sarsfield es una localidad cordobesa situada en el departamento Tercero Arriba, provincia de Córdoba, Argentina.
Está compuesta por 1877 habitantes (Indec, 2022) y se encuentra situada a 180 km de la Ciudad de Córdoba, aproximadamente.
La principal actividad económica es la agricultura seguida por la ganadería, siendo el principal cultivo la soja.
El turismo también tiene cierta relevancia en la economía local.
El clima de la localidad es templado con estación seca, registrándose unas precipitaciones anuales de aproximadamente 700 mm.

## Toponimia
El municipio debe su nombre al famoso estadista argentino Dalmacio Vélez Sarsfield, quien fuera el redactor del Código Civil.